# 5552-es busz
Az 5552-es jelzésű regionális autóbuszvonal Székesfehérvár, Sárbogárd és Tamási között húzódik, amelyet a MÁV Személyszállítási Zrt. üzemeltet.

## Útvonala
Az autóbuszvonal Fejér vármegye megyeszékhelyét és Tolna vármegye egyik járásközpontját, Székesfehérvárt és Tamásit köti össze, útvonalára fűzve három várost – Abát, Sárbogárdot, Simontornyát –, valamint Sárkeresztúr, Sárszentágota, Felsőkörtvélyes, Rétszilas, Cece, Tolnanémedi és Pincehely településeket.
A járatok Székesfehérváron belül a Horvát István lakótelepen; azon kívül gyorsított jelleggel közlekednek, a forgalmasabb állomáson és megállóhelyen megállnak. A megyeszékhelyen belül a Tóvárosi lakónegyed és a Horvát István lakótelepet közutakon érintik.
Az M7-es autópályai csomóponttól a 63-as főúton tartózkodnak egészen Cece városáig, közben a Sárbogárd–Börgönd-vasútvonallal párhuzamosan jutnak el a Mezőföld területén annak számos településére.
Cece és Tamási között a 61-es főúton haladnak, az utat csak Simontornya és Pincehely belterületén hagyják el, előbbi esetben a belváros; utóbbi esetben a vasútállomás érintésének céljából.
Tamásiban az egykori vasútállomás mellett kialakított buszállomáson végállomásoznak.

## Közlekedése
Az autóbuszjáratok munkanaponta közlekednek, naponta egy járatpár teljesíti az útvonalat.
Székesfehérvár és Tamási további kapcsolatát az 1173-as buszok látják el napjában egyszer oda-vissza, de Enying és Felsőnyék érintésével. Menetidejük 88 kilométeren 2 óra.
| Viszonylat                             | Indításszám | Közlekedési rend |
| -------------------------------------- | ----------- | ---------------- |
| Székesfehérvár, aut. áll. – Tamási vá. | 1 pár       | munkanaponta     |

### Járművek
Az autóbuszvonalon szóló autóbuszok közlekednek, melyek a Credo Econell 12 és a Credo Inovell 12 típusokból származnak. Míg előbbi helyközi célokat, utóbbi távolsági célokat elégít ki.

### Csatlakozások
- Pincehely vasútállomáson – Budapest, Pusztaszabolcs és Dombóvár felé/felől vonatra ( S40 )

## Megállóhelyei
| 0  | Székesfehérvár, autóbusz-állomás végállomás | 0.0 km  | 10, 11, 11A, 12, 12A, 12Y, 13G, 14, 14G, 15, 15Y, 26, 26A, 34, 36, 37, 38, 40, 41, 42, 44 707, 717, 740, 747, 748, 749, 750, 751, 758, 759, 7315, 8000, 8001, 8010, 8011, 8013, 8030, 8032, 8033, 8034, 8035, 8037, 8039, 8040, 8041, 8046, 8047, 8048, 8049, 8050, 8055, 8060, 8062, 8065, 8066, 8067, 8068, 8069, 8070, 8078, 8082, 8086, 8090, 8092, 8093, 8094, 8095, 8096, 8097, 8099 1172, 1173, 1174, 1204, 1205, 1215, 1507, 1510, 1512, 1529, 1563, 1626, 1706, 1707, 1758, 1803, 1808, 1809, 1822, 1823, 1824, 1826, 1842, 1843, 1845, 1846, 1853 |
| 1  | Székesfehérvár, Horvát István utca          | 0.9 km  | 11, 11A, 12, 12A, 12Y, 15, 15Y, 32, 33, 40, 41 8040, 8041, 8046, 8047, 8048, 8049 |
| 2  | Bodakajtor-Felsőszentiván vasútállomás      | 15.3 km | 8040, 8041, 8046, 8047, 8048, 8049 |
| 3  | Aba, Rákóczi utca                           | 19.9 km | 5447, 8040, 8041, 8046, 8047, 8048, 8049 |
| 4  | Sárkeresztúr, kálozi útelágazás             | 23.3 km | 5447, 8040, 8041, 8046, 8047, 8048, 8049, 8280 |
| 5  | Sárszentágota, bejárati út                  | 27.1 km | 5447, 8040, 8041, 8046, 8047, 8048, 8049, 8280 |
| 6  | Felsőkörtvélyes vasútállomás, bejárati út   | 31.7 km | 5447, 8040, 8041, 8046, 8047, 8048, 8049, 8280 |
| 7  | Sárbogárd vasútállomás, bejárati út         | 36.7 km | 1, 2 5447, 8040, 8041, 8046, 8047, 8048, 8049, 8255, 8264, 8272, 8276, 8280 S40 , G40 , expresszvonat, IC, InterRégió, személyvonat – Sárbogárd (40, 45) |
| 8  | Sárbogárd, városháza                        | 38.2 km | 1, 2, 3, 4 1707, 1843 5447, 8039, 8040, 8041, 8046, 8047, 8048, 8049, 8226, 8227, 8228, 8255, 8264, 8271, 8272, 8274, 8276, 8280 |
| 9  | Sárbogárd, Magyar utca                      | 41.1 km | 5447, 8039, 8040, 8041, 8046, 8047, 8048, 8049, 8226, 8227, 8228, 8255, 8264, 8271, 8272, 8274, 8276, 8280 |
| 10 | Rétszilas, Bocskai utca                     | 44.2 km | 5447, 8047, 8048, 8049, 8264 |
| 11 | Cece, hősi emlékmű                          | 51.1 km | 1513, 1707, 1843 5358, 5447, 5449, 5458, 5502, 8047, 8048, 8049, 8264 |
| 12 | Simontornya vasútállomás                    | 58.3 km | 1731 5358, 5449, 5458, 5502, 5555, 8066, 8271, 8310, 8333 S40 , S431 , G40 , IC, személyvonat – Simontornya (40) |
| 13 | Simontornya, autóbusz-váróterem             | 59.6 km | 5446, 5447, 5449, 5502, 5555, 8066, 8271, 8310, 8333 |
| 14 | Tolnanémedi, községháza                     | 67.4 km | 5446, 5502, 5555, 5556 |
| 15 | Pincehely, kórház                           | 71.8 km | 5446, 5502, 5550, 5551, 5555, 5556 |
| 16 | Pincehely, községháza                       | 73.0 km | 5446, 5502, 5550, 5551, 5555, 5556, 5560, 5568 |
| ∫  | Pincehely vasútállomás, bejárati út (↑)     | 73.3 km | 5446, 5502, 5550, 5551, 5555, 5556, 5568 |
| 17 | Pincehely vasútállomás                      | 73.7 km | 5446, 5502, 5550, 5551, 5555, 5556, 5560, 5568 S40 , G40 , IC, személyvonat – Pincehely (40) |
| 18 | Pincehely vasútállomás, bejárati út (↓)     | 74.1 km | 5446, 5502, 5550, 5551, 5555, 5556, 5568 |
| 19 | Tamási, Adorjánpuszta                       | 83.2 km | 5446, 5502, 5550, 5551, 5555, 5556, 5568 |
| 20 | Tamási, Kültelek                            | 84.7 km | 5446, 5502, 5550, 5551, 5555, 5556, 5568 |
| 21 | Tamási, vásártér                            | 87.0 km | 5446, 5502, 5550, 5551, 5555, 5556, 5568 |
| 22 | Tamási, szolgáltatóház                      | 88.2 km | 1173, 1506, 1740, 1804 5436, 5439, 5502, 5503, 5550, 5551, 5555, 5556, 5568, 5570, 5572, 5573, 5575, 5580, 5608, 5626, 6011 |
| 23 | Tamási vasútállomás végállomás              | 89.5 km | 1173 5436, 5439, 5502, 5503, 5550, 5551, 5555, 5556, 5568, 5569, 5570, 5572, 5573, 5575, 5580, 5626 |